# Костенко Ігор Ігорович
І́гор І́горович Косте́нко (31 грудня 1991, Зубрець, Бучацький район, Тернопільська область, Україна — 20 лютого 2014, Київ, Україна) — український журналіст, студент-географ, активіст Євромайдану, дописувач української Вікіпедії. Загинув під час протистояння на вулиці Інститутській. Герой України.

## Життєпис
Народився у селі Зубрець Бучацького району Тернопільської області. Батьки хлопця були на заробітках у Санкт-Петербурзі, тому ріс із бабусею та дідусем.

### Освіта
Навчався в Зубрецькій загальноосвітній школі І–ІІІ ступенів (класним керівником була Степанія Павлівна Тупичак), цікавився історією та географією. 2009 року закінчив Бучацький колегіум імені святого Йосафата, написавши у випускному альбомі:
|  | Вірю, що (…) колегіанти з патріотичним духом будуватимуть Україну (…) Будьмо українцями в душі і з Богом у серці. |

Навчався на географічному факультеті Львівського національного університету імені Івана Франка за спеціальністю «Менеджмент організацій», був одним із найкращих студентів факультету.

### Творчість
Працював журналістом інтернет-видання «Спортаналітика». Був ініціатором створення україномовного спортивного інтернет-видання allsport24.com, поява якого затрималася через зайнятість Ігоря та інших його творців у Євромайдані, і який був остаточно запущений вже після його смерті.
Захоплювався спортом, зокрема футболом, був фанатом львівських «Карпат». Колеги згадують про нього, як про хорошого товариша, відкриту, життєрадісну, цілеспрямовану людину. Мріяв про сім'ю, хотів відкрити свою електростанцію.

### Робота у Вікіпедії
Ігор Костенко був активним редактором Української Вікіпедії (дописував під ніком Ig2000).
За два з половиною роки участі створив понад 280 статей, зробив понад 1600 редагувань. Одна з написаних статей згодом отримала статус «доброї». Також брав активну участь у просуванні Вікіпедії в соціальних мережах, через які намагався залучити нових дописувачів.

### На Майдані
З перших днів брав активну участь у подіях Євромайдану, неодноразово їздив до Києва. Зокрема, був на Майдані й в ніч проти 30 листопада 2013 року, коли студенти були жорстоко розігнані «Беркутом». Востаннє поїхав на київський Євромайдан ввечері 18 лютого 2014 року, і разом з іншими львів'янами відразу став допомагати будувати барикади.

#### Загибель

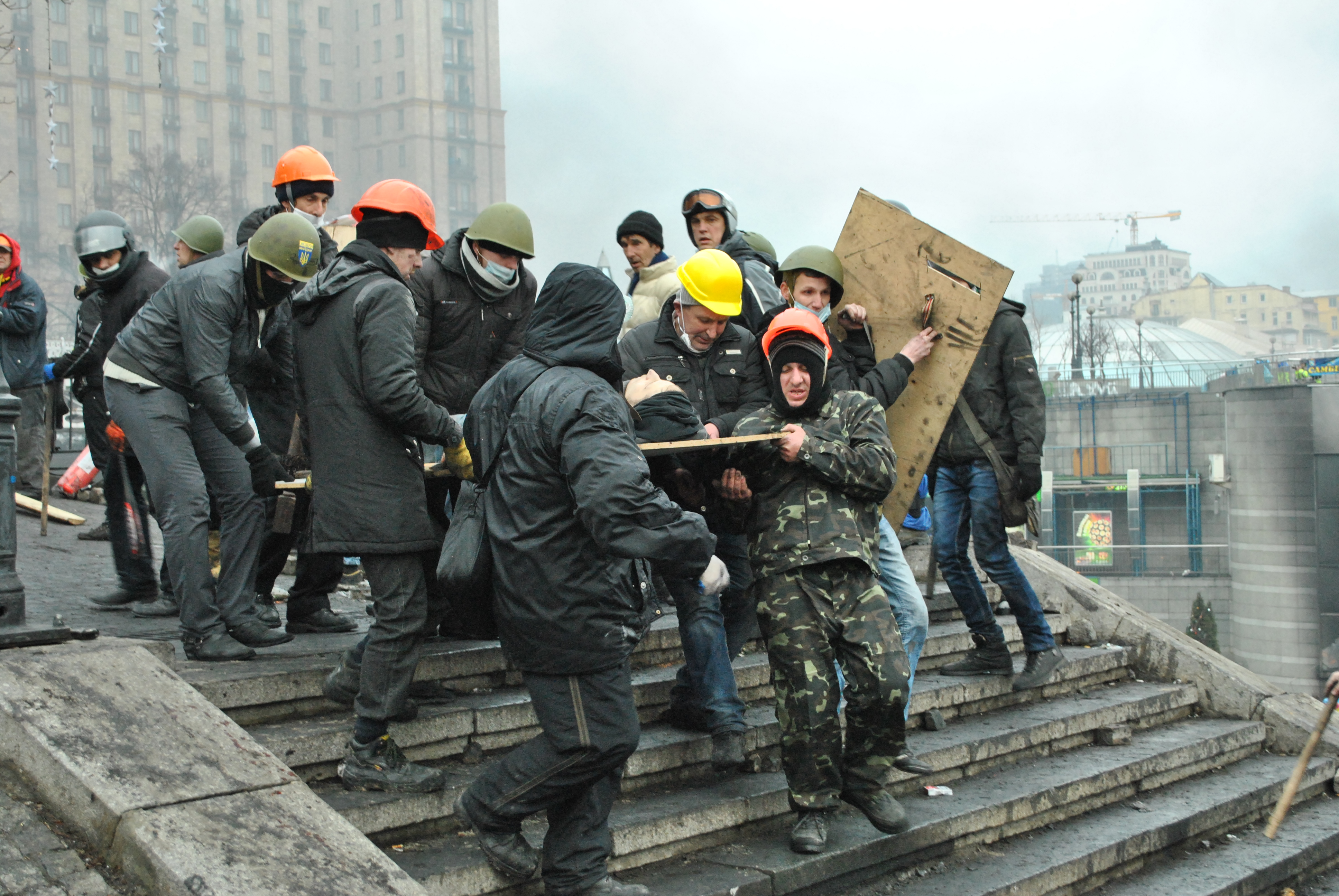
Побратими виносять тіло Ігоря Костенка від Жовтневого палацу

Вранці 20 лютого Ігоря вбито під час протистояння в центрі Києва. Його тіло знайшли біля Жовтневого палацу (МЦКМ ФПУ) на вулиці Інститутській. В Ігоря влучили дві кулі: одна — в голову, а друга — в груди. Окрім цього, в загиблого виявлені сильні переломи ніг.

### Похорон
Тіло Ігоря супроводжували люди всією дорогою від Києва до Бучача, прощання із загиблим відбулося в усіх містах Тернопільщини на шляху до Бучача. Зокрема, у ніч проти 22 лютого більше півтисячі людей зі свічками зібралися на панахиду на Збаразькому кільці в Тернополі.
Бучач зустрів героя церковними дзвонами. Від церкви св. Покрови воїни-афганці пронесли тіло живим кількатисячним коридором до храму монастиря отців Василіян. Після панахиди (серед священників був й отець Юрій Матвіїшин, капелан Майдану) тіло пронесли на головну площу міста, звідки проводили героя салютом із мисливських рушниць і славнем України.
23 лютого 2014 року по обіді Ігоря Костенка поховали в рідному селі Зубрець на Бучаччині. Організацію похорону взяла на себе Львівська міська рада.

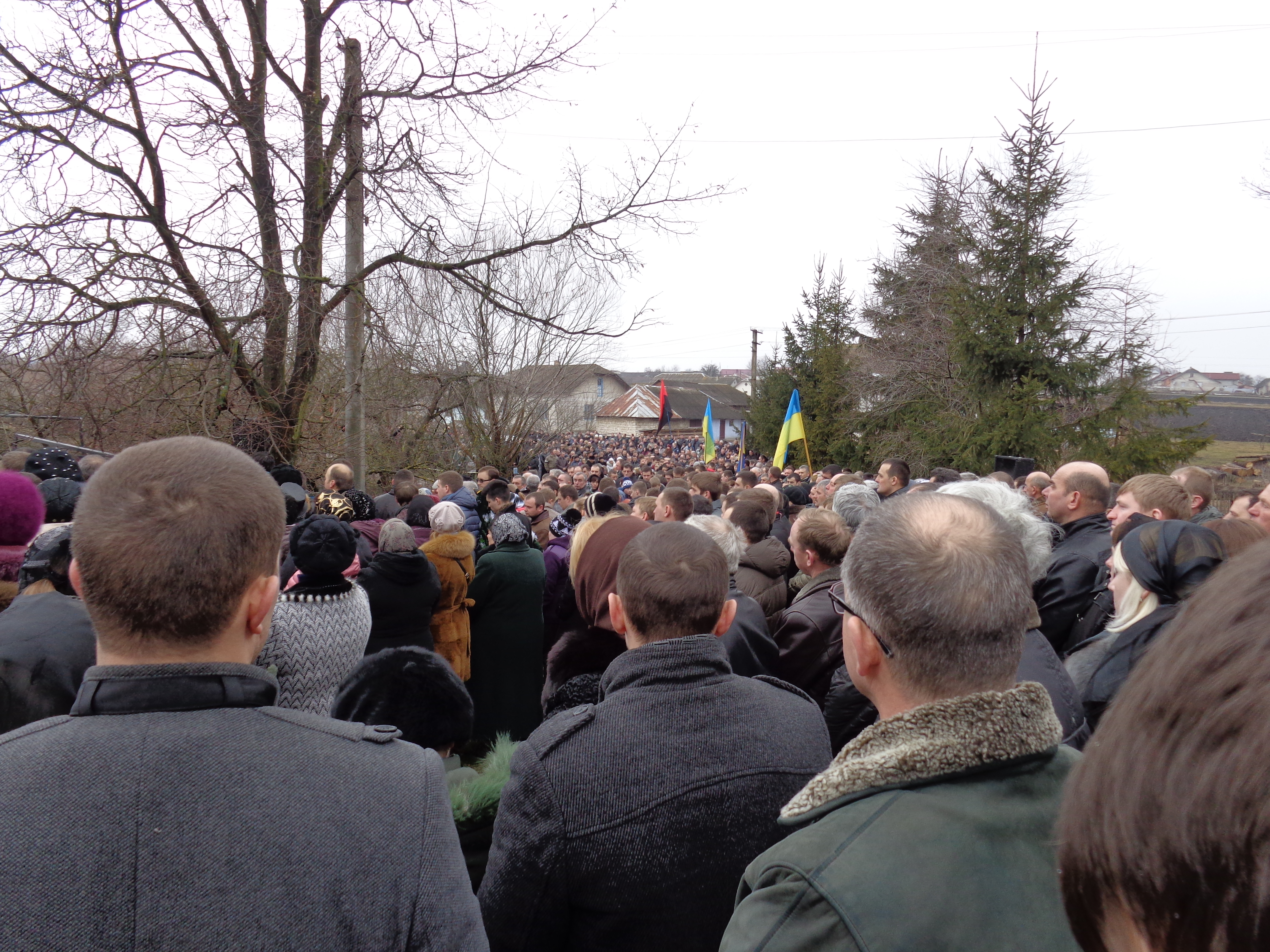
Похоронна процесія біля рідного дому хлопця
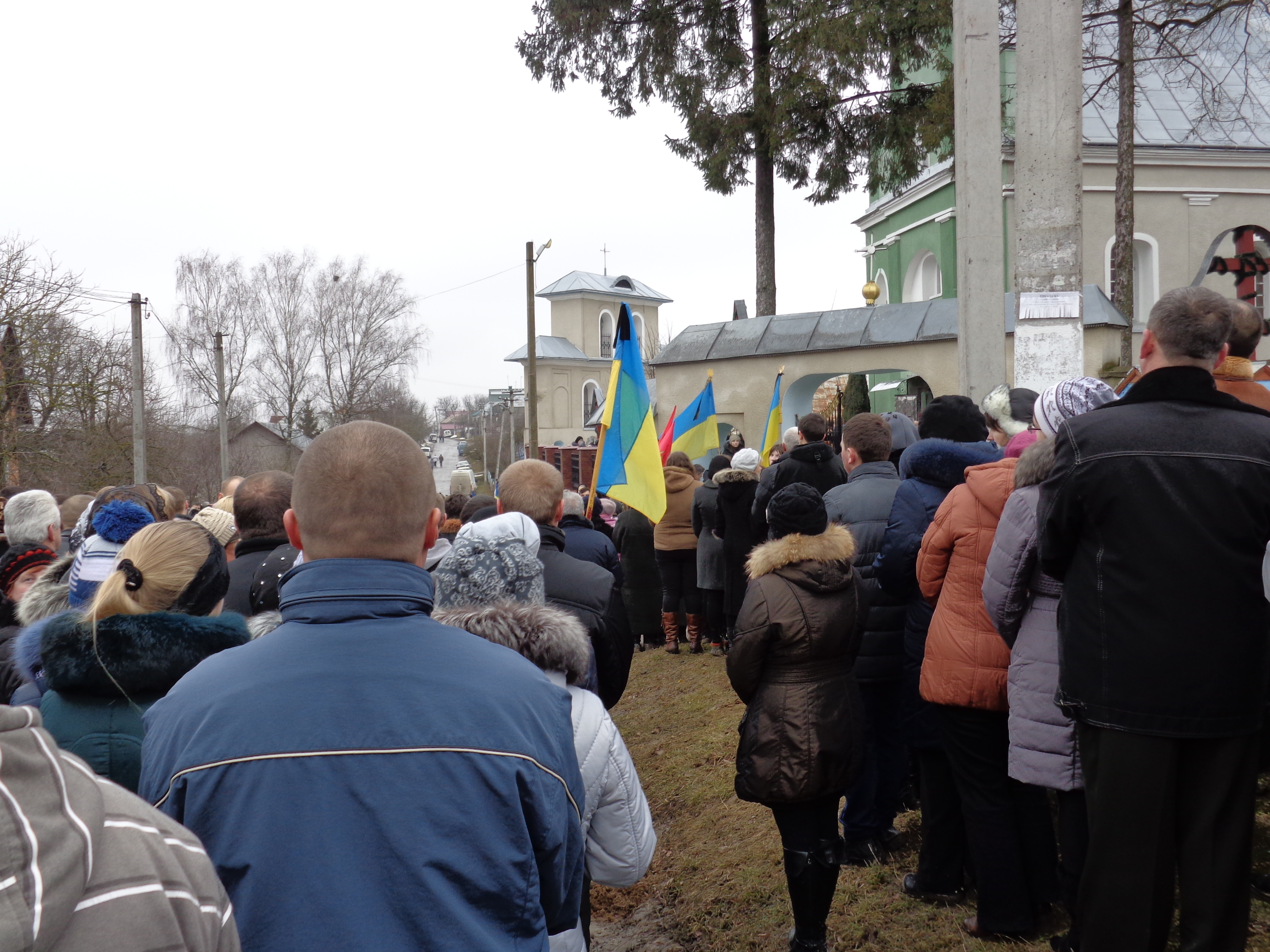
Служба Божа в храмі
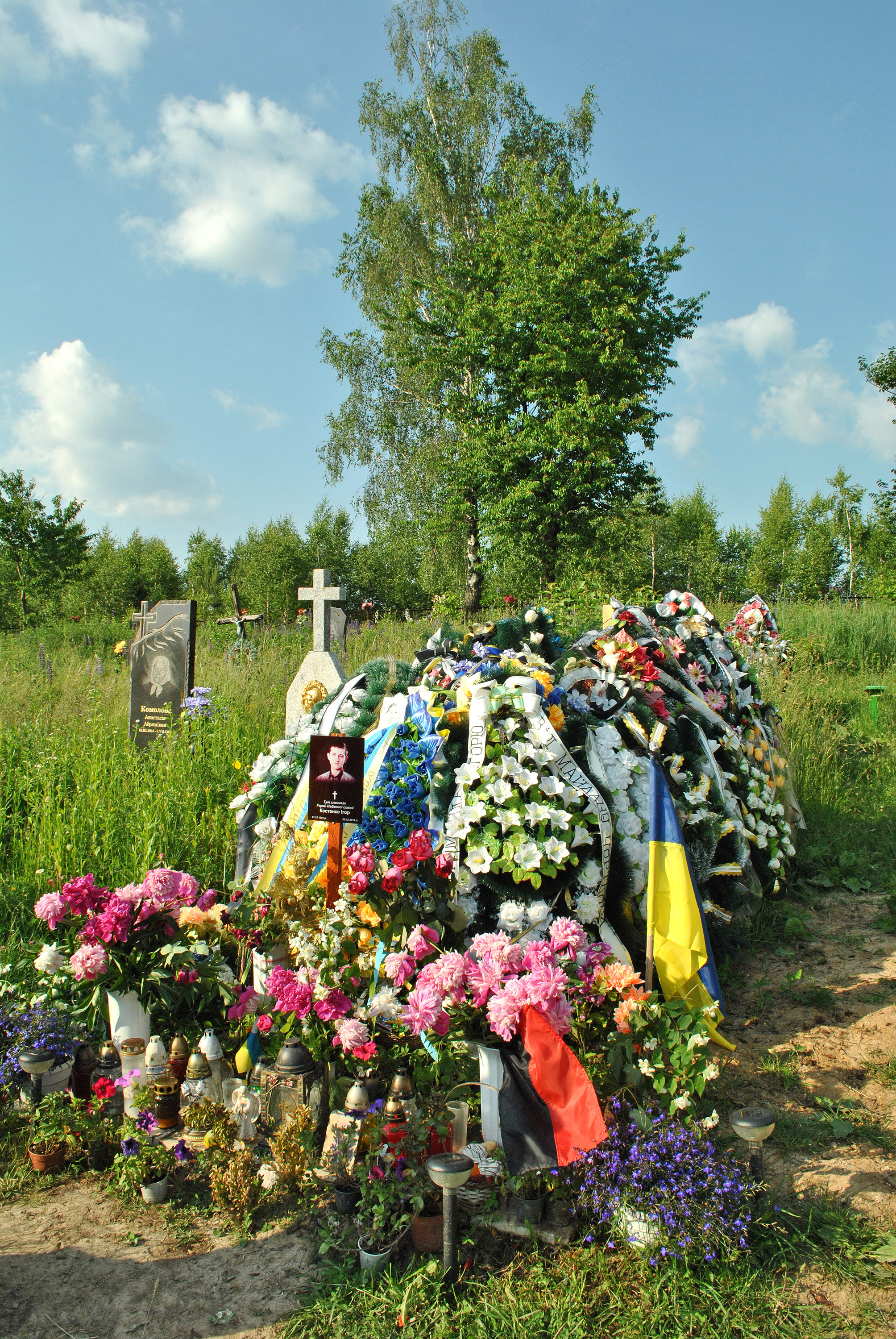
Могила Ігоря Костенка на сільському цвинтарі
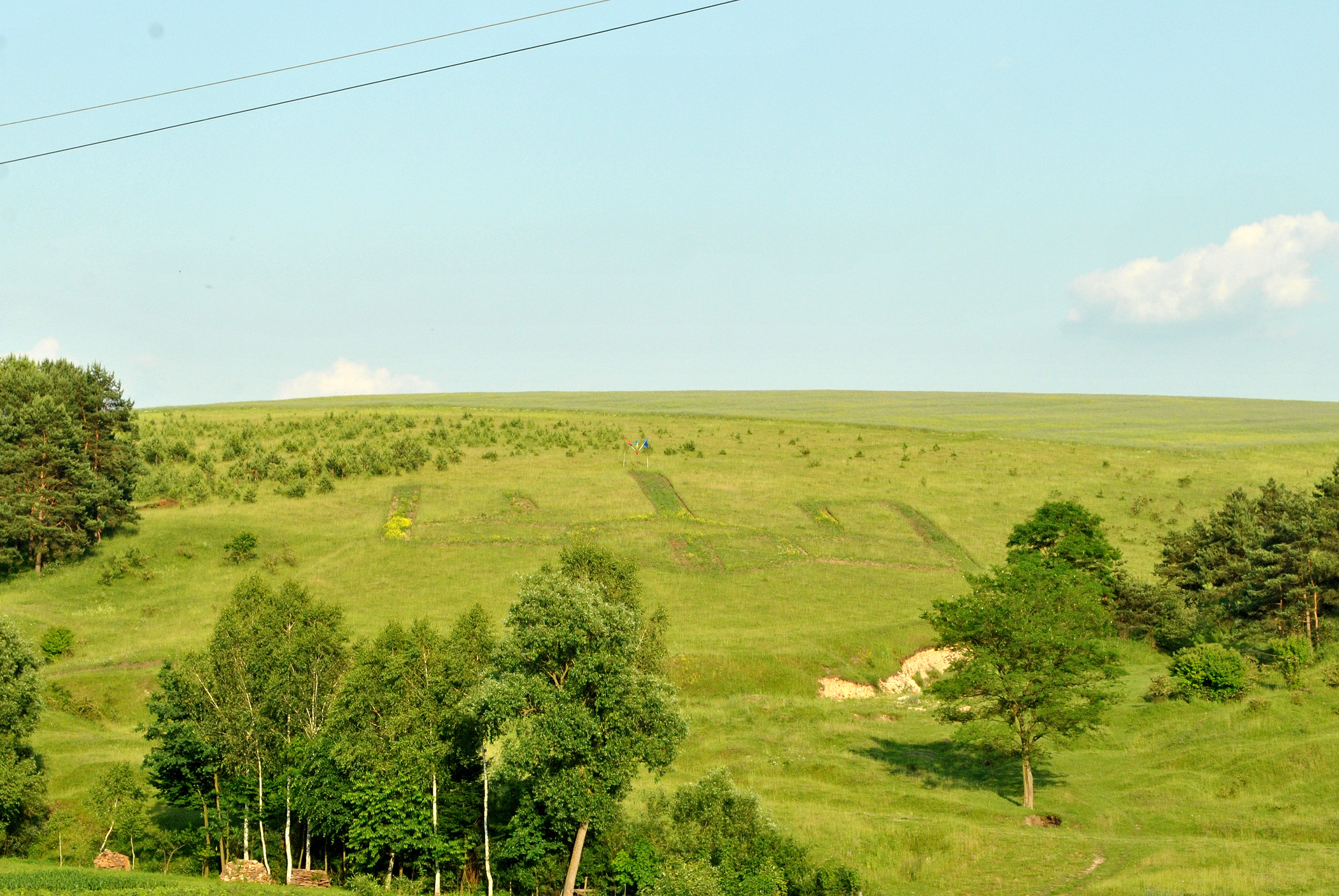
Тризуб, висаджений із дерев на схилі горба в с. Зубрець у пам'ять про Героїв Небесної сотні

## Вшанування пам'яті

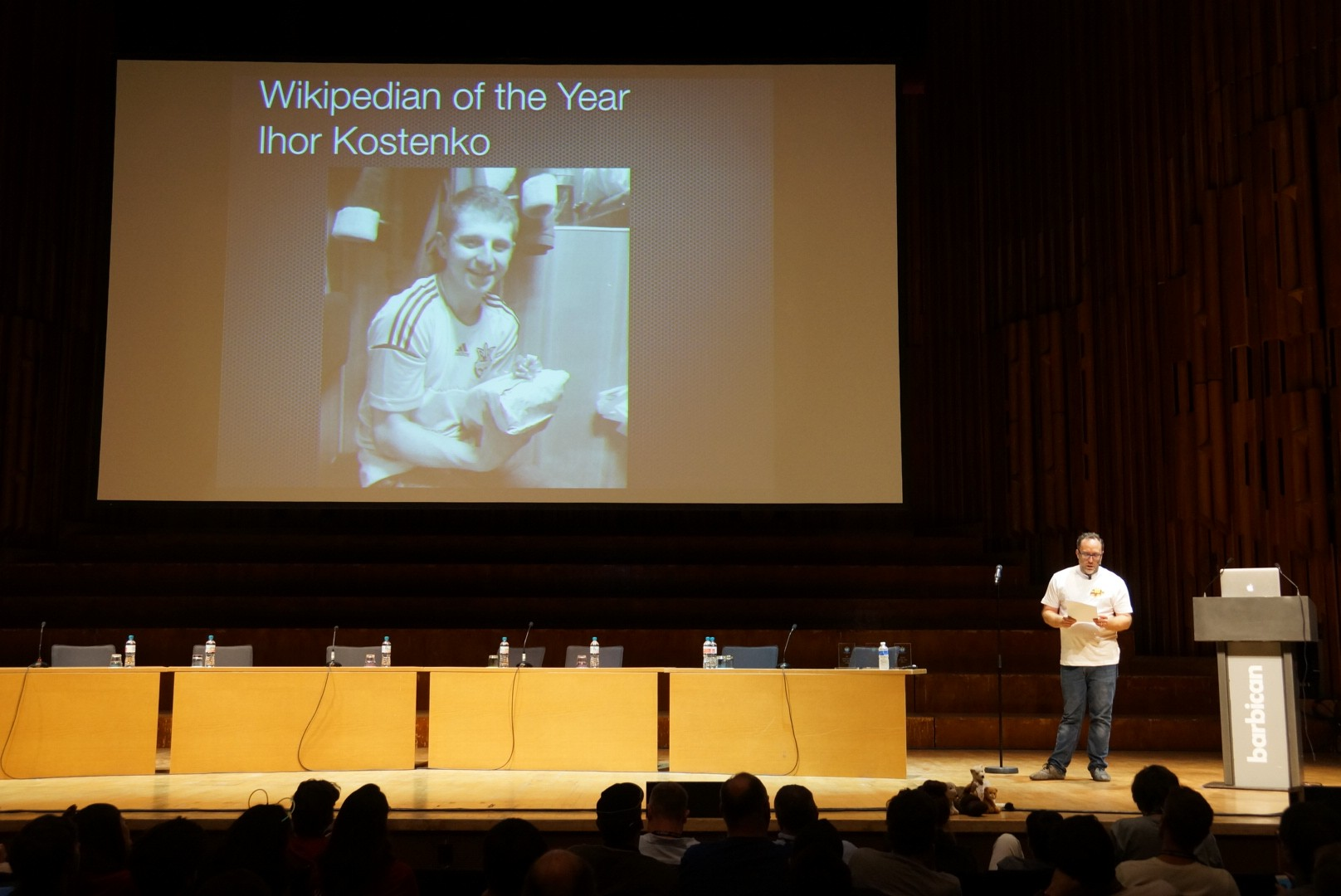
Джиммі Вейлз оголошує Ігоря Костенка вікіпедистом року

Громада села Зубреця за підтримки української діаспори в США планує встановити у селі пам'ятник Ігорю Костенку та іншому уродженцю села з Небесної сотні Василю Мойсею, а також перейменувати на честь Ігоря вулицю, на якій він жив.

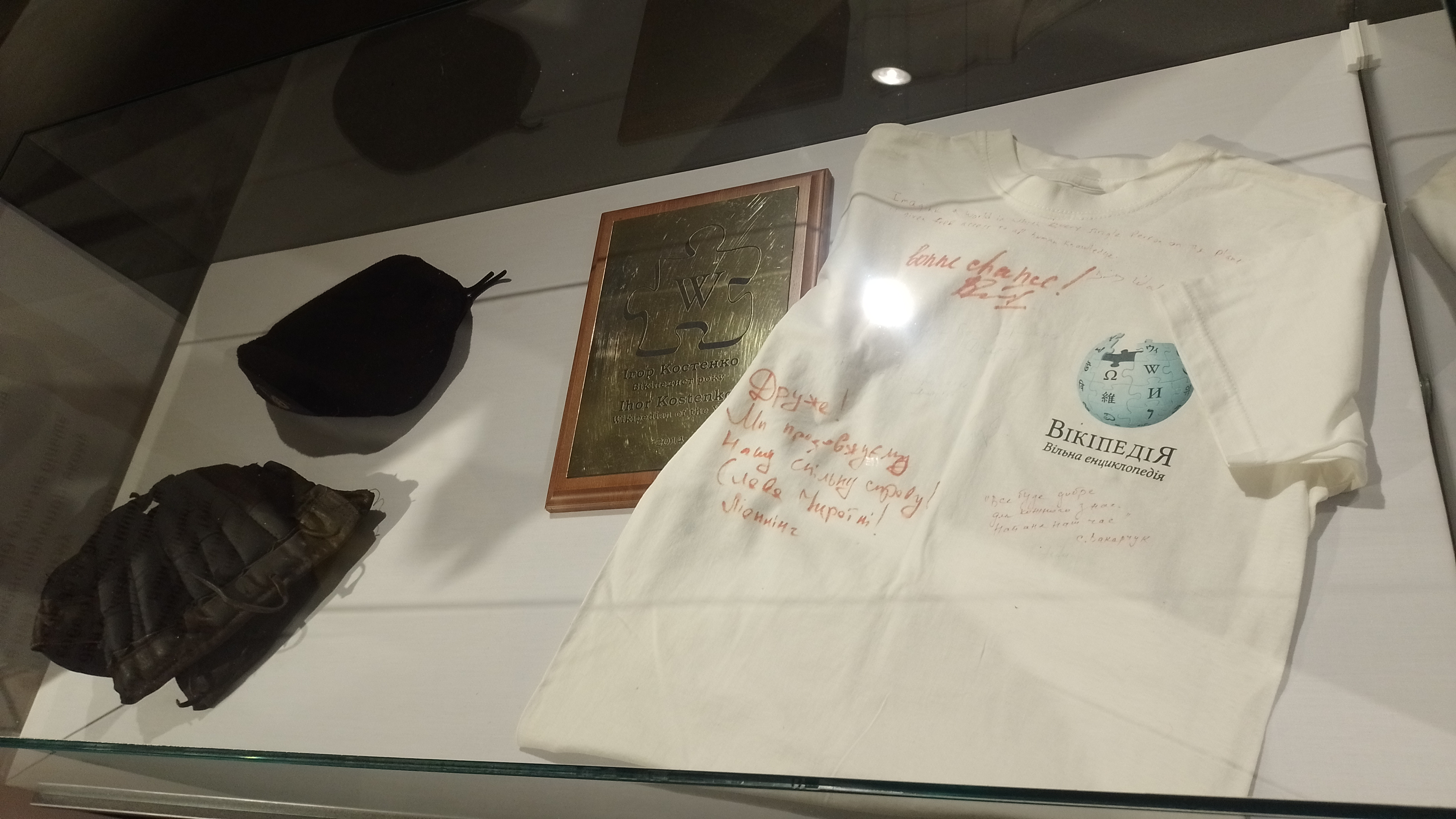
Відзнака «Вікіпедист року» та особисті речі Ігоря Костенка на виставці «Земні шляхи Небесної Сотні» в Музеї історії міста Києва, 16 січня 2024

15 травня 2014 року на географічному факультеті Львівського національного університету імені Івана Франка відбулось урочисте відкриття меморіальної аудиторії імені героя Небесної сотні Ігоря Костенка.

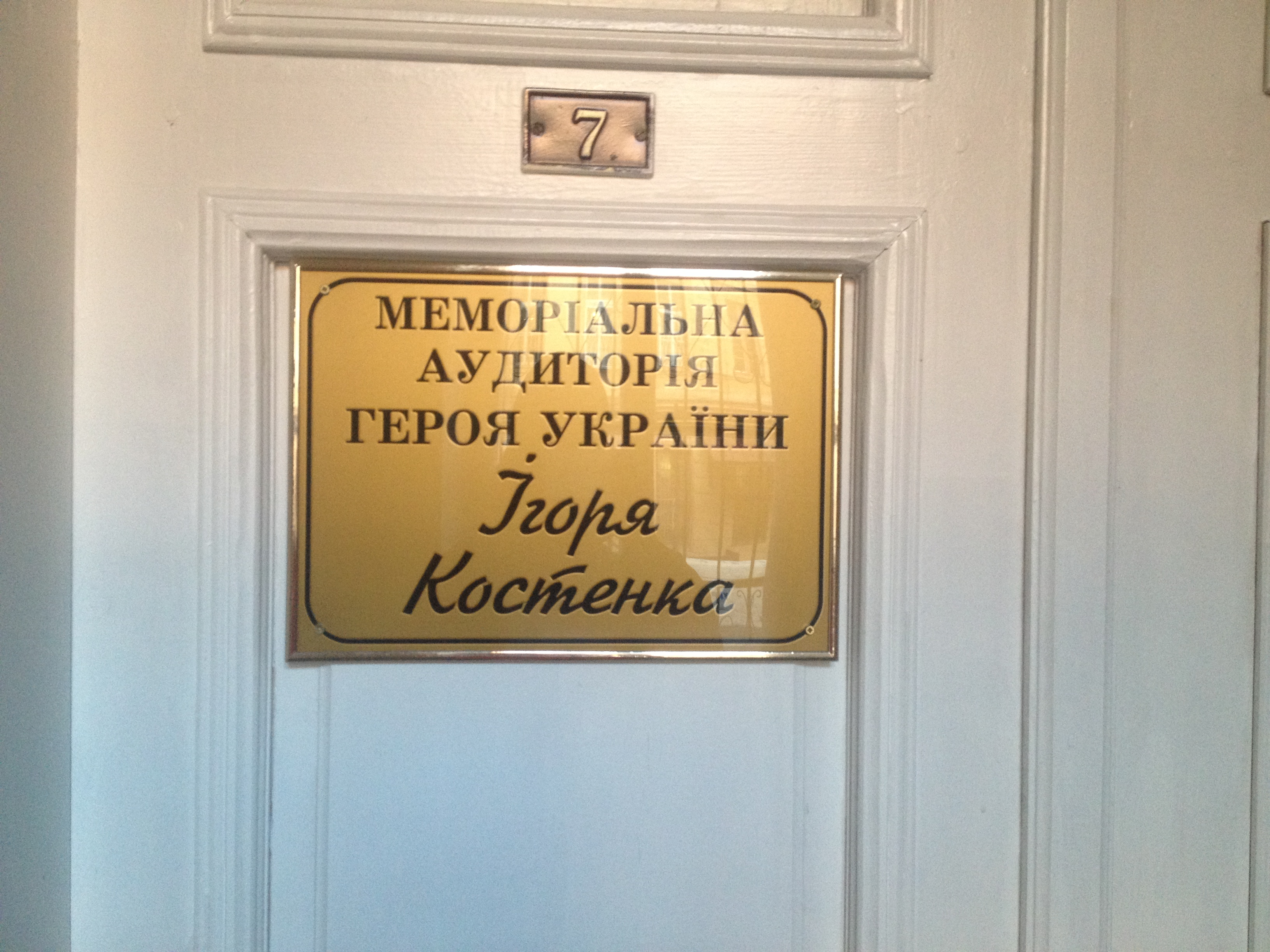
Аудиторія на географічному факультеті

Пам'ятник Ігорю Костенку у Львівському національному університеті імені Івана Франка

27 квітня 2014 року в пам'ять про Ігоря Костенка спільнотою української Вікіпедії та ГО «Вікімедіа Україна» проведено Вікіфлешмоб — конкурс, у межах якого в певний день якнайбільша кількість користувачів писатимуть статті до Вікіпедії. Ідею цього конкурсу запропонував Ігор за півроку до загибелі.
10 серпня 2014 року в Лондоні на церемонії закриття щорічної конференції «Вікіманія» співзасновник Вікіпедії Джиммі Вейлз оголосив Ігоря Костенка вікіпедистом року. 13 вересня 2014 року Джиммі Вейлз вручив цю нагороду рідним Ігоря Костенка в Києві на міжнародній щорічній конференції YES.
16 вересня 2014 року в приміщенні Центру культури та дозвілля Львівського національного університету імені І. Франка студентами географічного факультету, факультету журналістики та Студентським братством Університету Франка був проведений вечір-реквієм, присвячений журналістам, які загинули, виконуючи професійні обов'язки, зокрема, світлій пам'яті Ігоря Костенка.
29 січня 2015 року Ігор Костенко став лавреатом відзнаки «У твоєму імені живу» за «самопожертву в ім'я України» та став найкращим освітянином року (посмертно) за версією Всеукраїнського громадсько-політичного тижневика «Освіта».

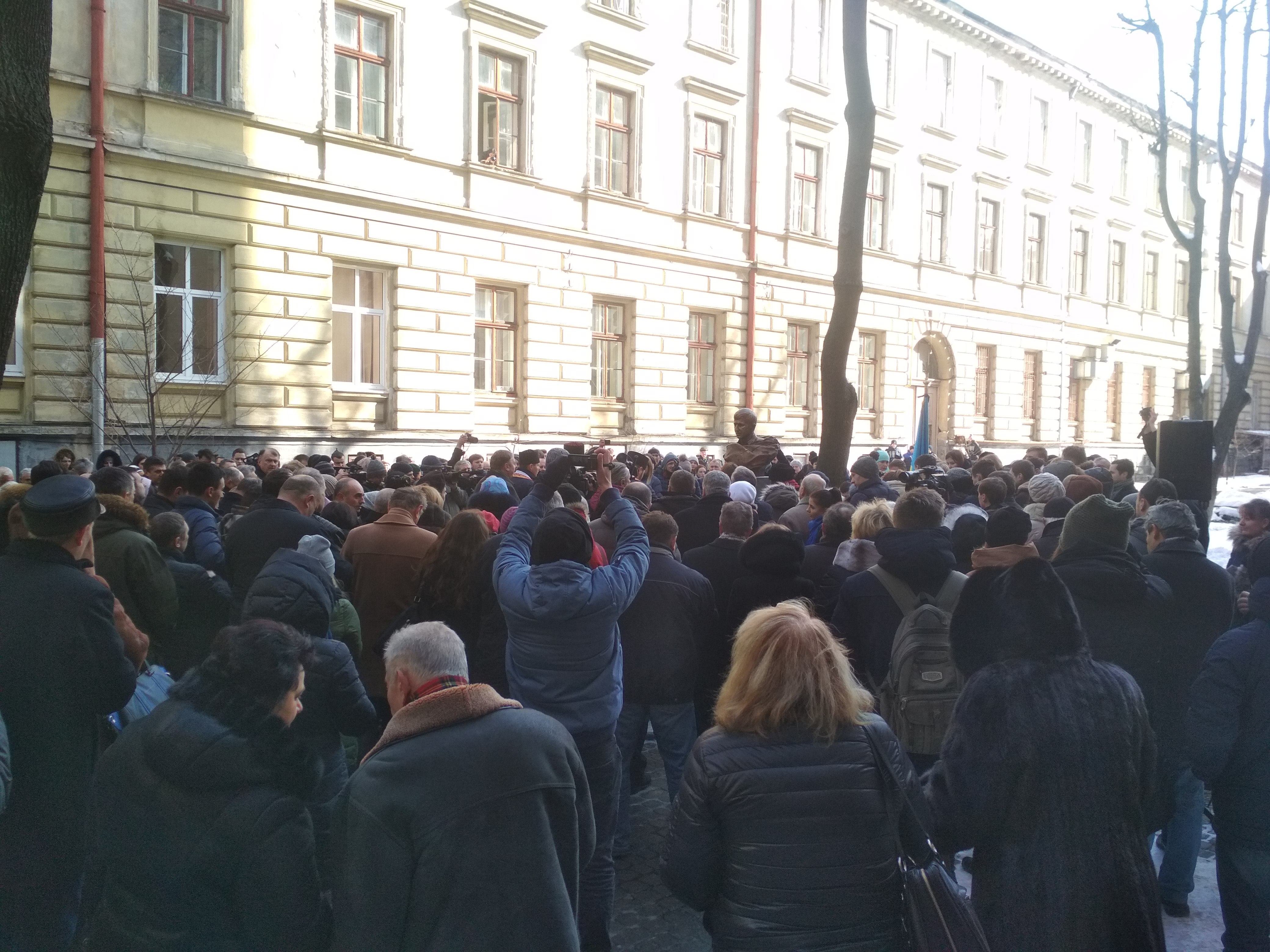
Відкриття пам'ятника Герою Небесної сотні Ігорю Костенку

18 лютого 2015 року на стіні Бучацького колегіуму імені святого Йосафата відкрили меморіальну дошку Ігореві Костенку.
Ігорю Костенку присвячений вірш «Я збирав у букет хмарки», автор Володимир Сенаторов, з російської переклав Сергій Зігуля.
20 лютого 2018 року в дворі географічного факультету Львівського національного університету імені Івана Франка, де навчався Ігор Костенко, урочисто відкрили та освятили пам'ятник герою Небесної сотні. На церемонії були присутні мати і сестра Героя України.
Кабінет Міністрів України 15 листопада 2017 р. заснував в числі стипендій імені Героїв Небесної Сотні для студентів та курсантів закладів вищої освіти державної форми власності, які здобувають вищу освіту стипендію імені Ігоря Костенка за спеціальністю «Географія».

### Нагороди
- Звання Герой України з удостоєнням ордена «Золота Зірка» (21 листопада 2014, посмертно) — за громадянську мужність, патріотизм, героїчне відстоювання конституційних засад демократії, прав і свобод людини, самовіддане служіння Українському народу, виявлені під час Революції гідності[26].
- Медаль «За жертовність і любов до України» (посмертно)[27]